# 주호영
주호영(朱豪英, 1959년 11월 2일~)은 대한민국의 법조인, 정치인이다. 제17·18·19·20·21·22대 국회의원이자 제22대 국회 전반기 국회부의장이다.  이명박 정부에서 초대 특임장관으로 재임했고, 국민의힘 소속으로 대구에서 6번 출마해 당선된 6선 국회의원이다.

## 생애
1959년 11월 2일에 강원도 울진군 울진면 읍남리(현 경상북도 울진군 울진읍 읍남리) 태어났다. 하지만 주민등록을 1960년 12월 10일에 진행해서 등록상 생년월일은 이쪽이라고 한다.
1982년 사법시험에 합격한 뒤 20년 동안 판사로 재직했다. 부자 법조인 집안으로 2대째 판사이다. 대구지방법원 영덕지원장으로 재직 중이던 1998년 3월 11일에는 중앙선을 침범한 자동차와의 충돌로 인하여 두개골이 골절되는 중상을 당했는데 13시간에 걸친 대수술 끝에 생존하기도 했다.
2004년 17대 총선에서 당선되면서 국회의원 활동을 시작했다. 한나라당 이명박 대통령 후보의 비서실장과 당선인 대변인을 지냈으며, 이명박 정부 출범 이후에는 초대 특임장관을 역임하였다.
비박계인 주 의원은 20대 총선에서 친박계인 이인선 후보와 공천을 둘러싼 갈등을 빚었다. 2016년 새누리당을 탈당해 무소속으로 출마하여 4선으로 당선되었다. 유승민 의원과 함께 대표적인 대구의 비박계 의원으로 꼽혔다.
박근혜-최순실 게이트 때 새누리당을 탈당하여 개혁보수신당 창당에 동참하였고, 바른정당의 초대 원내대표에 추대되었다. 이혜훈 대표의 중도 낙마 이후에는 원내대표와 함께 대표 권한대행을 역임하였다. 이후 바른정당 내 통합파 8명과 함께 자유한국당 복당에 동참하기로 했으나, 당시 권한대행을 맡고 있었기 때문에 다른 의원들보다 늦게 바른정당 전당대회가 치러진 날 자유한국당으로 복당했다.
2020년 21대 총선에서 대구 수성 갑 선거구에 출마하여 김부겸 후보를 꺾고 5선에 성공했다. 2020년 5월 8일 미래통합당의 신임 원내대표로 선출되었다.
2020년 5월 18일, 5.18 민주화운동 40주년 행사에 참여했으며, 2020년 7월 31일에는 보수정당 대표로는 5년만에 세월호 유가족과 면담을 가졌다.
박원순 서울특별시장이 '재산권 행사는 공공복리에 적합하게 하여야 한다'는 대한민국 제헌 국회에서 제정하여 계속하여 존재한 내용을 근거로 국민의 50%가 무주택자(정확히는 자가 주택이 아닌 전,월세 거주자)인 현실을 극복하고자 "다주택자는 팔아라"고 말한 것에 대해 7월 7일 국회 본관에서 열린 원내대책회의 뒤 기자들과 만나 “사유재산 처분은 헌법에 보장된 것으로 시장 원리에 따라 작동해야지, 무작정 처분하라는 것은 시장 원리에 맞지 않는 반헌법적인 발상"이라는 발언을 했다.
2020년 서해 공무원 월북 피격사건 당시 군 특급기밀을 유출했다는 논란을 일으켰다. 실제 이 사건 후 국정원은 북 군 당국이 은어 체계를 변경하였고 통신량은 감소했다고 밝혔다.
2021년 4.7 재보선에서 원내대표직을 수행하면서 서울특별시장과 부산광역시장 선거에서 당의 초대형 압승을 이끌어 냈고 4월30일 퇴임하였다. 
6월 11일 펼쳐진 전당대회에 출마하였으나 3위로 낙선하였다.
10월에는 윤석열 경선후보를 지지선언하였고 선대위원장을 맡았다.
2022년 8월 9일 국민의힘 의원총회를 통해 비상대책위원장으로 임명되었다. 2022년 8월 26일 국민의힘 이준석 전 대표가 주호영 비상대책위원장에 대해 제기한 직무 집행 정지 신청을 법원이 인용하여 비상대책위원장 직무집행이 정지되었다.
추후 다시 비상대책위원장에 추대될 예정이었으나 본인이 고사하여 비대위원장직은 정진석 국회부의장이 임명되었다.
권성동 원내대표의 사퇴에 따른 원내대표 선거에 다시 한번 출마하여 이용호 의원을 누르고 제4대 국민의힘 원내대표에 취임하면서 원내대표직에서 퇴임한지 1년 4개월여만에 당 원내대표로 복귀하게 되었다.
2024년 22대 총선에서 대구 수성구 갑에 도전하여 당선되었다.

## 경력

### 법조 경력
- 1982년: 제24회 사법시험 합격
- 1985년: 제14기 사법연수원 수료
- 1985년 4월~1988년 1월: 사단보통군법회의 검찰관, 군법무관
- 1988년 3월~1992년 2월: 대구지방법원 판사
- 1992년 2월~1995년 1월: 대구지방법원 김천지원 판사
- 1995년 1월~1996년 2월: 대구지방법원 판사
- 1996년 3월~1997년 2월: 대구고등법원 판사
- 1997년 2월~1999년 2월: 대구지방법원 영덕지원 지원장
- 1999년 3월~2000년 2월: 수원지방법원 성남지원 판사
- 2000년 2월~2002년 2월: 대구지방법원 상주지원 지원장
- 2002년 2월~2003년 2월: 대구지방법원 부장판사
- 2003년 2월~2007년 12월:  주호영법률사무소 변호사

### 정치 경력
- 2004년 4월 15일: 대한민국 제17대 국회의원 선거 당선(대구 수성구 을, 한나라당, 초선)
- 2004년~2012년: 한나라당 대구광역시당 수성구 을 당원협의회 위원장
- 2004년 5월 30일~2008년 5월 29일: 제17대 국회의원(대구 수성구 을, 한나라당, 초선)
  - 2004년 7월~2006년 5월: 제17대 국회 전반기 법제사법위원회 위원
  - 2004년 7월~2007년 4월: 제17대 국회 전→후반기 윤리특별위원회 위원
  - 2004년 9월~2005년 6월: 제17대 국회 미래전략특별위원회 위원
  - 2005년 4월~2007년 7월: 제17대 국회 전 →후반기 예산결산특별위원회 위원
  - 2006년 6월~2008년 2월: 제17대 국회 후반기 교육위원회 위원
- 2005년 12월~2006년 11월: 한나라당 윤리위원회 윤리관
- 2006년 5월~2007년 8월: 한나라당 원내부대표
- 2008년 1월~2008년 2월: 제17대 이명박 대통령 당선인 대변인
- 2008년 4월 9일: 대한민국 제18대 국회의원 선거 당선(대구 수성구 을, 한나라당, 재선)
- 2008년 5월 30일~2012년 5월 29일: 제18대 국회의원(대구 수성구 을, 한나라당→새누리당, 재선)
  - 2008년 8월~2009년 5월: 제18대 국회 전반기 국회운영위원회 간사위원
  - 2008년 8월~2009년 9월: 제18대 국회 후반기 여성가족위원회 위원
  - 2008년 8월~2010년: 제18대 국회 국제경기지원특별위원회 간사위원
  - 2008년 8월~2009년: 제18대 국회 전반기 문화체육관광방송통신위원회 위원
  - 2009년 5월~2012년 5월: 제18대 국회 한-그리스 의원친선협회 회장
  - 2009년 6월~2011년 1월: 제18대 국회 전→후반기 환경노동위원회 위원
  - 2011년 1월~2012년 5월: 제18대 국회 후반기 외교통상통일위원회 위원
- 2008년 5월~2009년 5월: 한나라당 원내수석부대표
- 2009년 9월~2010년 8월: 초대 특임장관
- 2010년 10월~2011년 6월: 한나라당 여의도연구소 소장
- 2011년 8월~2012년 2월: 한나라당 인재영입위원회 위원장
- 2012년 2월~2012년 6월: 새누리당 인재영입위원회 위원장
- 2012년 2월~2016년 3월: 새누리당 대구광역시당 수성구 을 당원협의회 위원장
- 2012년 4월 11일: 대한민국 제19대 국회의원 선거 당선(대구 수성구 을, 새누리당, 3선)
- 2012년 5월 30일~2016년 5월 29일: 제19대 국회의원(대구 수성구 을, 새누리당→무소속, 3선)
  - 2012년 5월~2013년 3월: 제19회 국회 전반기문화체육관광방송통신위원회 위원
  - 2013년 1월: 제19대 국회 한-그리스 의원친선협회 회장
  - 2013년 3월~2014년 5월: 제19대 국회 전반기 교육문화체육관광위원회 위원
  - 2013년 12월~2014년 5월: 제19대 국회 전반기 정치개혁특별위원회 위원장
  - 2014년 6월~2016년 5월: 제19대 국회 후반기 대한민국 국회 국방위원회 위원
  - 2014년 12월~2015년 5월: 제19대 국회 공무원연금개혁특별위원회 위원장
  - 2015년 6월~2016년 5월: 제19대 국회 정보위원회 위원장
- 2012년 7월~2014년 6월: 새누리당 대구광역시당 위원장
- 2012년 11월:  새누리당 대구선거대책위원회 위원장
- 2014년 5월~2015년 2월: 새누리당 정책위원회 의장
- 2014년 11월: 새누리당 방산비리 태스크포스 위원장
- 2015년 3월~2015년 5월: 대통령비서실 정무특별보좌관
- 2016년 4월 13일: 대한민국 제20대 국회의원 선거 당선(대구 수성구 을, 무소속, 4선)
- 2016년 5월 30일~2020년 5월 29일:제20대 국회의원(대구 수성구 을, 무소속→새누리당→무소속→바른정당→무소속→자유한국당→미래통합당, 4선)
  - 2016년 6월~2018년 5월:제20대 국회 전반기 국토교통위원회 위원
  - 2017년 1월~2017년 11월:제20대 국회 정보위원회 간사
  - 2017년 8월~2017년 9월:제20대 국회 대법원장 후보자(김명수) 인사청문특별위원회 위원장
  - 2017년 12월~2018년 5월:제20대 국회 미세먼지대책특별위원회 위원
  - 2018년 7월~2020년 5월:제20대 국회 후반기 정무위원회 위원
- 2016년 6월~2016년 12월: 새누리당 대구광역시당 수성구 을 당원협의회 위원장
- 2016년 12월~2017년 11월:바른정당 원내대표
- 2017년 1월~2017년 11월:바른정당 대구광역시당  위원장
- 2017년 3월~2017년 6월: 바른정당 당대표 권한대행
- 2017년 1월~2017년 3월: 바른정당 최고위원
- 2017년 6월~2017년 7월: 바른정당 정책위원회 의장 권한대행
- 2017년 9월~2017년 11월: 바른정당 당대표 권한대행
- 2018년 8월:자유한국당 대구경북발전협의회 회장
- 2018년 12월~2020년 2월:자유한국당 대구광역시당 수성구 을 당원협의회 위원장
- 2018년 12월:자유한국당 문재인정권의 사법 장악저지 및 사법부 독립 수호 특별위원회 위원장
- 2019년 3월:자유한국당 좌파독재저지특별위원회 고문
- 2020년 2월~2020년 5월: 미래통합당 대구광역시당 수성구 을 당원협의회 위원장
- 2020년 4월 15일: 대한민국 제21대 국회의원 선거 당선(대구 수성구 갑, 미래통합당, 5선)
- 2020년 5월 30일~2024년 5월 29일:제21대 국회의원(대구 수성구 갑, 미래통합당→국민의힘, 5선)
  - 2020년 7월~2021년 6월:제21대 국회 전반기 국회운영위원회 위원
  - 2020년 7월~2020년 11월:제21대 국회 전반기 보건복지위원회 위원
    - 2020년 10월~2020년 11월:제21대 국회 전반기 보건복지위원회 청원심사소위원회 위원장

  - 2020년 7월~2022년 5월: 제21대 국회 전반기 정보위원회 위원
  - 2020년 11월~2022년 5월: 제21대 국회 전반기 과학기술정보방송통신위원회 위원
  - 2022년 7월~2024년 5월: 제21대 국회 후반기 기획재정위원회 위원
    - 제21대 국회 전반기 기획재정위원회 조세소위원회 위원

  - 2022년 7월~2023년 4월: 제21대 국회 후반기 정보위원회 위원
    - 제21대 국회 후반기 정보위원회 법안심사소위원회 위원

  - 2022년 8월~2022년 5월: 국회 연금개혁특별위원회 위원장
  - 2022년 9월~2024년 5월: 제21대 국회 후반기 정각회장
  - 2022년 7월~2024년 5월: 제21대 국회 후반기 연금개혁특별위원회 위원장
  - 2022년 9월~2023년 4월: 제21대 국회 후반기 국회운영위원회 위원장
  - 2022년 12월~2024년 5월: 한-미 의회외교포럼 공동회장
  - 2023년 12월~2023년 12월: 제21대 국회 후반기 대법원장(조희대) 임명동의에 관한 인사청문특별위원회 위원장
- 2020년 5월~2020년 9월: 미래통합당 대구광역시당 수성구 갑 당원협의회 위원장
- 2020년 5월 8일~2020년 9월 2일: 미래통합당 원내대표
- 2020년 5월 8일~2020년 5월 27일: 미래통합당 당대표 권한대행
- 2020년 6월 1일~2020년 9월 2일: 미래통합당 비상대책위원회 위원(당연직)
- 2020년 9월~: 국민의힘 대구광역시당 수성구 갑 당원협의회 위원장
- 2020년 9월 2일~2021년 4월 30일: 국민의힘 원내대표
- 2020년 9월 2일~2021년 4월 30일: 국민의힘 비상대책위원회 위원(당연직)
- 2020년 12월~: 폭정종식 민주쟁취 비상시국연대 공동대표
- 2021년 3월~2021년 4월: 2021년 재보궐선거 국민의힘 중앙선거대책위원회 공동상임부위원장
- 2021년 4월: 국민의힘 당대표 권한대행
- 2021년 10월~2021년 11월: 제20대 대통령 선거 국민의힘 윤석열 대통령 경선후보 공동선거대책위원장
- 2021년 11월~2022년 1월: 제20대 대통령 선거 국민의힘 윤석열 대통령 후보 선거대책위원회 조직총괄본부장
- 2021년 12월~2022년 3월: 제20대 대통령 선거 국민의힘 대구를 살리는 선거대책위원회 선거대책위원장단 총괄선거대책위원장
- 2022년 1월~2022년 3월: 제20대 대통령 선거 국민의힘 윤석열 대통령 후보 정책본부 문화유산진흥특별위원회 위원장
- 2022년 8월: 국민의힘 비상대책위원장
- 2022년 8월: 여의도연구원 이사장
- 2022년 9월~2023년 4월: 국민의힘 원내대표
- 2022년 9월~2023년 3월: 국민의힘 비상대책위원회 위원(당연직)
- 사단법인 세계신지식인협회 고문
- 사단법인 엄홍길휴먼재단 자문위원
- 2024년 3월~2024년 4월: 제22대 국회의원 선거 국민의힘 중앙선거대책위원회 대구·경북 권역 선대위원장
- 2024년 3월~2024년 4월: 제22대 국회의원 선거 국민의힘 대구선거대책위원회 공동총괄선거대책위원장
- 2024년 4월 10일: 대한민국 제22대 국회의원 선거 당선(대구 수성구 갑, 국민의힘, 6선)[15][16]
- 2024년 5월 30일~:제22대 국회의원(대구 수성구 갑, 국민의힘, 6선)
  - 2024년 6월~2024년 7월:제22대 국회 전반기 예산결산특별위원회 위원
  - 2024년 6월~:제22대 국회 전반기 산업통상자원중소벤처기업위원회 위원
  - 2024년 6월~:제22대 국회 전반기 국회부의장
- 2024년 6월~2024년 7월: 국민의힘 정책위원회 산하 시급한 민생 현안 해결을 위한 에너지특별위원회 위원
- 2024년 7월~: 한일의원연맹 회장
- 2025년 2월~: 국민의힘 헌법개정특별위원회 위원장
- 2025년 5월~2025년 6월: 제21대 대통령 선거 국민의힘 김문수 대통령 후보 공동 선거대책위원장
- 2025년 5월~2025년 6월: 제21대 대통령 선거 국민의힘 김문수 대통령 후보 대구 선거대책위원회 총괄선거대책위원장

제17대 국회
- 제17대 한나라당 국회의원(대구 수성구 을)
- 제17대 국회 전반기 법제사법위원회 위원
- 제17대 국회 전반기 윤리특별위원회 위원
- 제17대 국회 전반기 미래전략특별위원회 위원
- 제17대 국회 전반기 예산결산특별위원회 위원
- 한나라당 윤리위원회 윤리관
- 제17대 국회 후반기 대한민국 국회 교육위원회 위원

제18대 국회
- 제18대 한나라당 국회의원(대구 수성구 을)
- 문화체육관광방송통신위원회 위원
- 제18대 국회 전반기 국회운영위원회 간사
- 여성위원회 위원
- 한나라당 원내수석부대표
- 제1대 특임장관
- 환경노동위원회 위원
- 여의도연구원 원장
- 제18대 국회 후반기 국제경기지원특별위원회 간사
- 제18대 새누리당 국회의원(대구 수성구 을)

제19대 국회
- 제19대 새누리당 국회의원(대구 수성구 을)
- 새누리당 대구광역시당 위원장
- 새누리당 정책위원회 의장
- 대통령비서실 정책특별보좌관
- 제19대 국회 전반기 정치개혁특별위원회 위원장
- 제19대 국회 후반기 정보위원회 위원장
- 제19대 국회 후반기 공무원연금개혁특별위원회 위원장
- 제19대 무소속 국회의원(대구 수성구 을)

제20대 국회
- 제20대 무소속 국회의원(대구 수성구 을)
- 제20대 새누리당 국회의원(대구 수성구 을)
- 국회 국토교통위원회 위원
- 제20대 바른정당 국회의원(대구 수성구 을)
- 바른정당 창당준비위원장
- 바른정당 원내대표
- 바른정당 대구광역시당 위원장
- 바른정당 정책위원회 의장 권한대행
- 바른정당 당대표 권한대행
- 제19대 대통령 선거 바른정당 유승민 대통령 후보 선거대책위원장
- 제20대 국회 전반기 정보위원회 간사
- 국회 대법원장 후보자(김명수) 인사청문특별위원회 위원장
- 제20대 자유한국당 국회의원(대구 수성구 을)
- 제7회 전국동시지방선거 자유한국당 중앙선거대책위원회 부위원장
- 제7회 전국동시지방선거 자유한국당 대구광역시당 공동선거대책위원회 위원장
- 제20대 미래통합당 국회의원(대구 수성구 을)
- 미래통합당 당대표 권한대행

제21대 국회
- 제21대 미래통합당 국회의원(대구 수성구 갑)
- 제21대 국민의힘 국회의원(대구 수성구 갑)
- 제21대 국회 전반기 국회운영위원회 위원
- 제21대 국회 전반기 보건복지위원회 위원
- 제21대 국회 전반기 정보위원회 위원
- 제21대 국회 전반기 보건복지위원회 청원심사소위원회 위원장
- 제21대 국회 전반기 과학기술정보방송통신위원회 위원
- 한-아세안 의회외교포럼 회장
- 국민의힘 당대표 권한대행
- 제21대 국회 전반기 기획재정위원회 위원
- 제8회 전국동시지방선거 국민의힘 대구광역시당 공천관리위원회 위원장
- 제21대 국회 전반기 국무총리(한덕수) 임명동의에 관한 인사청문특별위원회 위원장
- 제21대 국회 후반기 기획재정위원회 위원
- 제21대 국회 후반기 정보위원회 위원
- 국민의힘 비상대책위원회 비상대책위원장
- 국민의힘 원내대표
- 제21대 국회 후반기 국회운영위원회 위원장
- 제21대 국회 후반기 연금개혁특별위원회 위원장
- 제21대 국회 후반기 대법원장(조희대) 임명동의에 관한 인사청문특별위원회 위원장

제22대 국회
- 제22대 국민의힘 국회의원(대구 수성구 갑)
- 제22대 국회 전반기 예산결산특별위원회 위원
- 제22대 국회 전반기 산업통상자원중소벤처기업위원회 위원
  - 제22대 국회 전반기 산업통상자원중소벤처기업위원회 산업통상자원특허소위원회 위원
  - 제22대 국회 전반기 행정안전위원회 위원
- 제22대 국회 전반기 국회부의장
- 동북아 평화공존 포럼 구성의원
- 대한민국 전환과 미래 포럼 대표의원
- 국회 K-헬스케어·웰다잉 포럼 구성의원
- 한일의원연맹 회장

### 수상
- 2020년 제1회 대한민국 헌정대상

## 학력
- 1972년: 울진남부국민학교(졸업)
- 1975년: 경상중학교(졸업)
- 1978년: 능인고등학교(졸업)
- 1982년: 영남대학교 법과대학(법학 학사)
- 성균관대학교 대학원(최고경영자과정 수료)
- 1985년: 영남대학교 대학원(법학 석사)
- 1997년: 영남대학교 대학원(법학 박사)

## 가족 관계
- 아버지: 주구원(~2020년 5월 9일)
  - 형제: 주웅영, 주영숙, 주해숙
  - 배우자: 김선희
    - 장남: 주준하
    - 차남: 주용하

## 비판 및 논란

### 욕설 연극 환생경제 출연
주호영은 2004년 8월 28일 전남 곡성에서 당시 한나라당 의원 24명으로 구성된 극단 여의도가 벌인 창단 공연, <환생경제>에 출연했다. 이 공연은 늘 술에 취해 있는 아버지 '노가리'가, 아들 '경제'가 후천성 영양결핍으로 죽었는데도 정신을 차리지 못하고 집터를 옮기자고 몽니를 부린다는 것이 줄거리였다. 하지만 당시 대사 중 노무현 대통령을 풍자한 것으로 보이는 극중 '노가리'에 대해 "육실할 놈, 개잡놈, 사나이로 태어났으면 불알 값을 해야지", "거시기 달고 다닐 자격도 없는 놈이야" 등 욕설이 반복적으로 등장해 논란이 되었다. 주호영은 여기서 '노가리' 역할을 맡아 공연했다.

### 다운계약서를 통한 세금 탈루 의혹
특임장관 인사청문회에서 2003년 서울 대치동 은마아파트를 구입할 때 일명 '다운 계약서(실거래가 보다 낮은 금액으로 신고한 계약서)'를 썼다는 의혹에 휩싸였다.
주호영의원은 인사청문회에서 그당시 6억5000만원짜리 아파트를 1억3500만원에 샀다고 신고했으며 관행이었다지만 취득세와 등록세 등을 탈루한 것이라고 질타당했다. 거기다 은마아파트에 거주한 적이 없다는 점도 지적당하였다. 주호영은 "세무 당국의 판단을 받아보겠다"면서 "실거래가를 정확히 하지 않았다는 점은 사과한다"고 답변했다.

### 가족 편법증여 의혹
특임장관 인사청문회에서 아들에게 편법 증여를 해 증여세를 탈루했다는 의혹이 제기됐다. 20대 초반인 두 아들 명의의 통장에 각각 7천여 만원과 5천여 만원이 입금돼 있었고, 전업주부인 배우자 역시 11억 8천여 만원의 재산을 갖고 있는 것이 편법 증여 아니냐는 것이라는 지적이 있었다. 주호영 의원의 배우자는 재산이 2004년 2억5천500여만였는데 올해는 11억8천400여만으로 늘은것을 지적당하면서 "아내가 남편으로부터 받은 것인 만큼 증여세를 납부해야 하는데 이를 이행하지 않았다"고 질타받았다. 주호영 의원의 배우자는지난 5년간 수입없이 주호영 의원의 변호사 수입 등으로 예금이 늘었으며, 관련 세법상 부부 사이에도 6억원 이상의 재산을 증여할 때는 증여세를 내야 한다고 질타받았다. 이에 대해 주호영 후보자는 "자녀 학비 제공은 증여에 들어가지 않고 아이들 스스로 인턴을 하면서도 돈을 벌었으며, 남편의 소득을 부인이 관리하는 것은 증여세 납부 대상에 해당하지 않는다"고 답변했다. 그러나 과거 비슷한 건에서 주호영 의원은 청문회에서 하야를 요구한 전력이 있다. 참여정부때 전효숙 헌법재판소 소장후보에 대한 인사청문회에서 "전 후보자가 통장 입금방식으로 자녀에게 수천 만원씩을 증여한 사실이 있는데 헌재 소장으로 지명되기 직전에야 자진신고했다"고 밝히며 하야를 촉구하였고 결국 전효숙 후보자는 낙마하였다.

### 세월호 교통사고 비유
2014년 7월 24일 세월호 참사 진상조사위원회에서 새정치민주연합이 수사권을 부여하자고 하는 등 지나친 요구를 하고 있다며, "세월호 참사는 교통사고다"고 발언하여 논란이 되었다. 주호영 의원은 "앞으로 대형사고 나면 전부 국가가 돈 다 대주느냐"고 발언하기도 했다.

### 전직 대통령 사면 주장
주호영은 2020년 5월 22일 자신의 페이스북에  “박근혜 전 대통령, 이명박 전 대통령에 대한 사법 처리가 아직도 현재 진행형이다. 대통령마다 예외 없이 불행해지는 ‘대통령의 비극’이 이제는 끝나야 하지 않겠나”고 하면서 “두 분 대통령을 사랑하고 지지했던 사람들의 아픔을 놔둔 채 국민 통합을 얘기할 수는 없다. 문재인 대통령이 시대의 아픔을 보듬고 치유해나가는 일에 성큼 나서주었으면 한다”며 사실상 사면을 건의했다.

### 집값 상승 관련 의혹
주호영은 2020년 7월 21일에 열린 국회 교섭단체 연설에서 “서민들은 열심히 돈 벌어서 내 집 한 채 마련하는 것이 평생 소원인데 집값은 급등하고 대출은 막아놓고 있으니 ‘이생집망’(“이번 생애에 집을 사기는 망했다”라는 뜻의 줄임말)이라고 절규하고 있는 것이 아니겠습니까? 어렵게 내 집 한 채 마련해도 종부세(종합부동산세) 폭탄에 재산세 폭탄을 퍼부을 뿐만 아니라 이제는 양도세마저 인상하겠다고 하는데 이 나라에서는 집을 가진 것이 죄입니까?”라고 발언하면서 문재인 정부와 더불어민주당의 부동산 정책에 대한 비판적인 입장을 전달했다. 2020년 7월 26일에 방송된 MBC 《탐사기획 스트레이트》는 주호영이 2014년에 국회에서 통과된 《부동산 3법》(《종합부동산세법》, 《소득세법》, 《법인세법》)에 찬성표를 던졌던 당시에 서울 서초구 반포동에 위치한 반포주공아파트 1단지 140m2를 소유했던 사실을 거론하면서 《부동산 3법》의 통과를 계기로 반포주공아파트 1단지의 공시지가가 22억원에서 45억원으로 상승함에 따라 부동산 시세차익 23억원을 챙겼다고 지적했다. 여기에 《탐사기획 스트레이트》는 주호영이 《부동산 3법》의 특혜를 받으면서 새 아파트 2채를 분양받는 것이 가능하고 초과 이익에 대한 환수를 면제받는다고 지적했다. 이 때문에 대한민국의 인터넷에서는 ‘#주호영23억’ 해시태그 운동이 전개되었다. 또한 김부겸 전 더불어민주당 국회의원은 자신이 제20대 국회의원을 역임하던 동안에 대구의 집값이 500만원 정도 하락한 사실을 거론하면서 “문재인 대통령의 말씀처럼 부동산으로 돈을 벌 수 없도록 해야 한다.”고 지적했다.

## 역대 선거 결과
|  | 66.49% |

|  | 65.35% |

|  | 64.22% |

|  | 46.82% |

|  | 59.81% |

|  | 65.63% |

## 소속 정당
| 소속 정당 | 소속 정당  | 소속 기간 | 비고      |
| --------- | ---------- | --------- | --------- |
|           | 한나라당   | 2004~2012 | 정계 입문 |
|           | 새누리당   | 2012~2006 | 당명 변경 |
|           | 무소속     | 2016      | 탈당      |
|           | 새누리당   | 2016      | 복당      |
|           | 무소속     | 2016~2017 | 탈당      |
|           | 바른정당   | 2017      | 창당      |
|           | 무소속     | 2017      | 탈당      |
|           | 자유한국당 | 2018~2020 | 복당      |
|           | 미래통합당 | 2020      | 합당      |
|           | 국민의힘   | 2020~현재 | 당명 변경 |

## 같이 보기
- 대한민국의 국회부의장
- 대한민국의 특임장관
- 대구 수성구의 국회의원
- 수성구 갑
- 수성구 을